# Aleksandr Loksjin

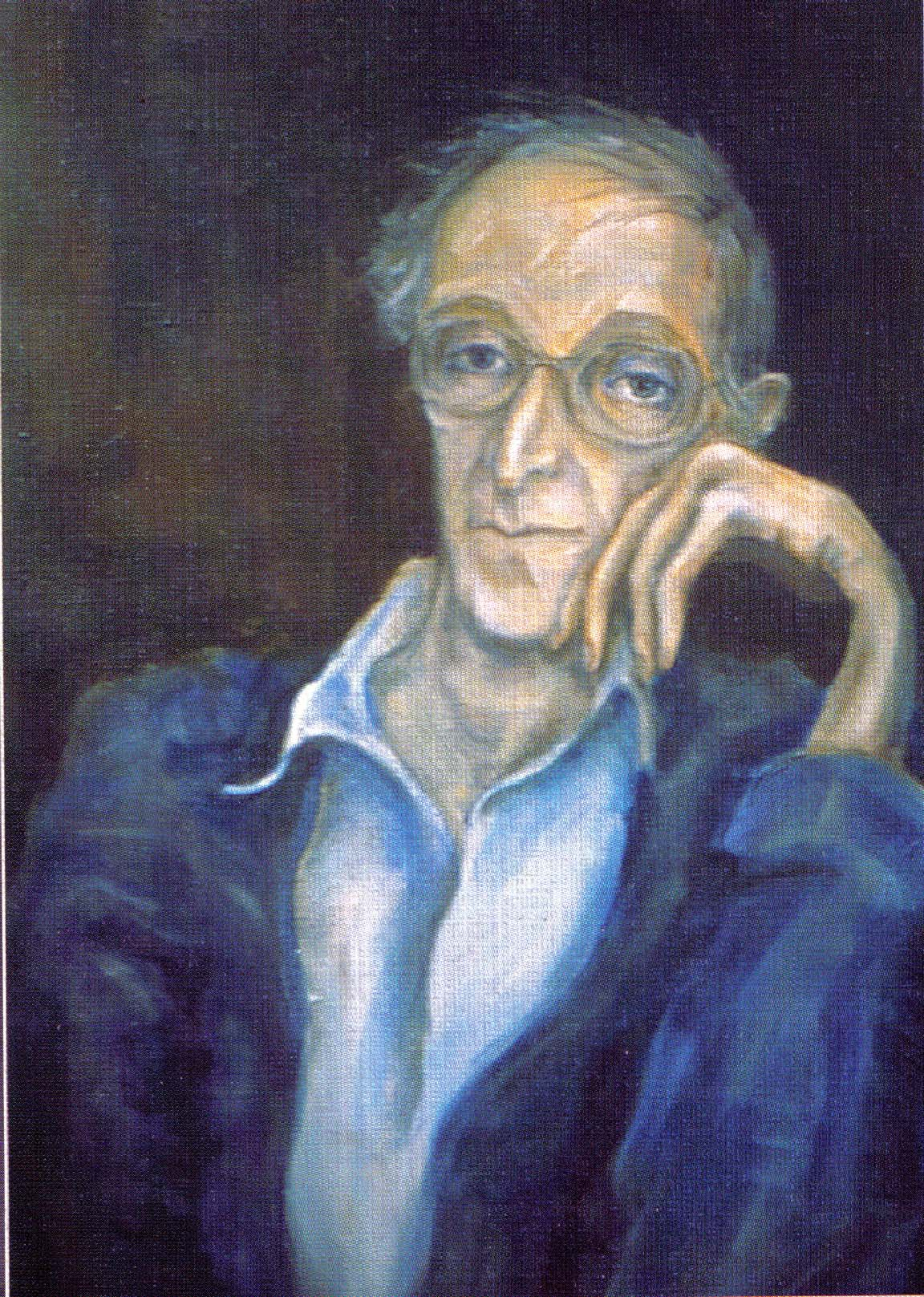
Loksjin, door Tatjana Apraksina, 1987

Aleksandr Lazarevitsj Lokshin (Russisch: Александр Лазаревич Локшин) (Biejsk, 19 september 1920 - Moskou, 11 juni 1987) was een Russische componist.

## Biografie
Loksjin is geboren in Biejsk, Kraj Altaj in West-Siberië, als zoon van de Joodse Lazar Loksjin en Maria Korotkina, een dokter. Als gevolg van de Russische Revolutie verloor de familie huis en haard en vertrok richting de grote stad: Novosibirsk. Loksjin was dermate begaafd dat hij werd toegelaten op een eliteschool en op de plaatselijke muziekschool. Hij volgde al namelijk sinds zijn zesde jaar muzieklessen; zijn pianoleraar was echter verbannen vanwege deelname aan de revolutie van 1917. In 1936 mocht Loksjin verder muziek studeren aan eerst de muziekschool en daarna aan het Moskou Conservatorium P. I. Tsjaikovski  in Moskou (Russisch: Московская Государственная Консерватория им. П.И.Чайковского). Op het laatste instituut kreeg hij les van Nikolaj Mjaskovski. Een van zijn eerste werken gaf meteen ook problemen. Zijn toonzetting van gedichten van Baudelaire klonk in de oren van het conservatorium te decadent; hij werd van school gestuurd.
Mjaskovski heeft dat tevergeefs proberen tegen te houden. In 1942 heeft Loksjin korte tijd in militaire dienst gezeten, maar zijn gezondheid was te slecht en hij vertrok weer naar Novosibirsk. In december 1943 hadden de pogingen van Mjaskovski eindelijk succes en Loksjin mocht terugkeren naar het Moskou Conservatorium P. I. Tsjaikovski in Moskou. Hij heeft het componeren van decadente muziek, zoals dat toen in de Sovjet-Unie werd genoemd, nooit afgezworen en bleef belangstelling houden voor muziek van componisten met ook een Joodse achtergrond zoals Gustav Mahler, Alban Berg en Igor Stravinski, wat niet op prijs werd gesteld. Wat verder nadelig was voor zijn verdere ontwikkeling is dat hij belangstelling toonde voor de muziek van Dmitri Sjostakovitsj, juist in die tijd dat die onder vuur lag van de autoriteiten en componistenbond. Daardoor kwam Loksjin op de zwarte lijst en kreeg dus ook nooit meer een officiële aanstelling. Hij heeft zich in leven gehouden door het schrijven van missen, filmmuziek en radio en toneelmuziek. Ook toen het regime wat milder werd, bleef Loksjin volharden en nam geen opdrachten aan van officiële instanties.
Dat hij uitermate getalenteerd was bleek uit de complimenten van Sjostakovitsj, Boris Tisjtsjenko, Alfred Schnittke en Rudolf Barshai. Ook de dirigent Jevgeni Mravinski was vol lof (Wait for me). Barshai heeft bij zijn vertrek uit Rusland nog een aantal partituren naar het Westen gesmokkeld en promootte zijn werken. Loksjin is echter altijd een vrij onbekende componist gebleven. Zijn stijl is ook moeilijk te vergelijken met enig andere componist; de muziek van Alfred Schnittke komt soms dicht in de buurt.

## Oeuvre (selectief)
- Three pieces after Les Fleurs de Mal van Baudelaire (1939)
- (1942): Wait for me, naar gedichten van Konstantin Simonov
- 11 symfonieën vanaf 1957, waaronder Symfonie nr. 4
- 2 strijkkwartetten
- Drie scènes uit Faust van Goethe
- Mater Dolorosa, een cantate
- Requiem, op teksten van Anna Achmatova